# Megan Clark
Megan Clark (ur. 10 czerwca 1994) – amerykańska lekkoatletka specjalizująca się w skoku o tyczce.
W 2016 zdobyła złoto młodzieżowych mistrzostw strefy NACAC.
Medalistka mistrzostw NCAA.
Rekordy życiowe: stadion – 4,65 (28 kwietnia 2017, Des Moines); hala – 4,60 (6 lutego 2016, Nowy Jork).

## Osiągnięcia
| Rok  | Impreza                              | Miejsce      | Lokata     | Wynik |
| ---- | ------------------------------------ | ------------ | ---------- | ----- |
| 2013 | Mistrzostwa panamerykańskie juniorów | Medellín     | 5. miejsce | 4,00  |
| 2016 | Młodzieżowe mistrzostwa NACAC        | San Salvador | 1. miejsce | 4,40  |